# Hold On (Måns Zelmerlöw)
Hold On är en sång skriven av David Clewett, Jason Gill och Måns Zelmerlöw, och inspelad av Måns Zelmerlöw på albumet MZW från 2009. Den placerade sig som högst på 22:a plats på den svenska singellistan.

## Listplaceringar
| Lista (2009) | Topplacering |
| ------------ | ------------ |
| Sverige      | 22           |

### Fotnoter
1. ↑  ”MZW”. Svensk mediedatabas. 26 februari 2009. http://smdb.kb.se/catalog/id/002467122. Läst 15 mars 2015.
2. ↑  ”Hold On”. Swedishcharts. 26 februari 2009. http://swedishcharts.com/showitem.asp?interpret=M%E5ns+Zelmerl%F6w&titel=Hold+On&cat=s. Läst 15 mars 2015.